# 欧仁·夏尔·卡塔兰
欧仁·夏尔·卡塔兰（法語：Eugène Charles Catalan，法語發音：[øʒɛn ʃaʁl katalɑ̃]；1814年5月30日—1894年2月14日）是法国和比利时数学家。

## 生平
卡塔兰是一位法国珠宝商的独子，1814年出生于比利时。1825年，他旅居巴黎，在巴黎综合理工大学里，他遇到了约瑟夫·刘维尔（1833）。在1834年 （页面存档备份，存于）他被大学除名随后去了马恩河畔沙隆，在那里，他找到一份工作。卡塔兰回到École Polytechnique，并在刘维尔的帮助下，于1841年获得数学学位。 他去查理大帝学院教授投影几何学。尽管他是一个左翼政治活跃分子以至于参加了1848二月革命，但他的事业并未受此影响，仍然是法国下议院议员。随后，在1849年，卡塔兰回到了他在法国海边的家乡，寻找违法教学资源，一无所获。
1865年，比利时列日大学任命他为分析主席。1879年，仍然是在比利时，他成为期刊编辑，在此期间，他以脚注的形式发表了针对 保罗-让·比绍普（Paul-Jean Busschop）的理论的评论 ， 此举让比绍普知道这太经验主义了。在1883年，他供职在比利时科学院研究数论，1894年他在列日城去世。

## 工作
他的研究领域包括连续分数、投影几何学、数论和组合数学。他以自己的名字命名了一个他于1855年发现的独特表面（periodic minimal surface in the space {\displaystyle \mathbb {R} ^{3}}）在此之前，他已经开启了著名的卡塔兰猜想的研究，此猜想于1844年提出，直到2002年才被罗马尼亚数学家普雷達·米赫伊列斯庫（Preda Mihăilescu）证明。他引入了卡塔兰数的概念以解决组合数学卡塔兰问题。